# Superisolator
Ein Superisolator (Supraisolator) ist ein Material, das bei sehr niedrigen Temperaturen einen perfekten Nichtleiter darstellt. Ein Superisolator kann durch Änderungen bei der Temperatur, dem magnetischen Fluss oder der elektrischen Spannung seine superisolierenden Fähigkeiten verlieren. 
Der erste bekannte Superisolator wurde in Form eines dünnen Films aus Titannitrid dargestellt. Die beiden russischen Wissenschaftler Valerii Vinokur, Tatyana Baturina und der an der Universität Regensburg forschende Tieftemperaturphysiker Christoph Strunk entdeckten diese Fähigkeit im Jahr 2008 am Argonne National Laboratory in den USA. Der Begriff stammte von Gerard 't Hooft in einem Gedankenexperiment zur Erklärung von Quark-Confinement über ein Analogon mit Elektronen in Cooperpaaren als chromoelektrische Strings in einem Kondensat von magnetischen Monopolen und wurde unabhängig eingeführt von Maria Cristina Diamantini, Carlo Trugenberger und Pascuale Sodano, die 1996 die Existenz von Superisolatoren vorhersagten.
Bisher ist nicht bekannt, ob der Grund für die superisolierende Eigenschaft des Titannitrid-Films eine gegen unendlich strebenden Permittivität ist oder ob dieser Film null Leitfähigkeit besitzt.
Vinokur und Kollegen sehen in Superisolatoren auch ein Modell um Quark-Confinement bei gleichzeitiger asymptotischer Freiheit zu studieren, ähnlich wie es ursprünglich 't Hooft vorschwebte.

## Mechanismus
Damit ein Stoff ein Superisolator sein kann, muss er, aufgrund bisheriger Beobachtung und theoretischer Überlegung, bei anderem Magnetfeld oder anderer Unordnung im Material auch supraleitend sein können. Auch „normales“ Titannitrid ist bei Temperaturen unterhalb von 4,86 K supraleitend. Eine stark ungeordnete, nur 5 nm dicke Titannitrid-Schicht zeigt hingegen bei Temperaturen zwischen 20 mK und 70 mK und in einem äußeren Magnetfeld mit einer magnetischen Flussdichte von 0,9 T den superisolierenden Effekt. Dabei wird im Material so genannte Ladungsenergie aufgebaut, welche den Stromfluss vollständig unterdrückt. Die Leitfähigkeit des Titannitrid-Films ist nicht mehr messbar.
Dieser Zustand beruht auf der Heisenbergschen Unschärferelation und kehrt die Eigenschaften eines Supraleiters ins exakte Gegenteil.
Dabei könnten beim Übergang von Supraleiter zu Superisolator elektrische Ladung und magnetische Wirbel ihre Rollen tauschen. Beim Superisolator sollen magnetische Wirbel (Flussschläuche) mit entgegengesetzter Rotation Paare bilden und um entgegengesetzte Ladungen zirkulieren. Dadurch werden Cooper-Paare gebunden und an einer festen Position gehalten. Die elektrische Leitfähigkeit sinkt auf null ab.

## Zukünftige Anwendungsbereiche
Praktische Anwendungen für Superisolatoren könnten perfekte Batterien sein, die bei ungenutzter Lagerung sich nicht mehr entladen können.
In Kombination mit Supraleitern könnten Superisolatoren in Zukunft als elektrische Schaltungen eingesetzt werden, die ausschließlich Wärme verlieren.

## Kritik an der Theorie
Diese Theorie wird unter Festkörperphysiker noch nicht vollständig akzeptiert und unter Grundlagenforschern diskutiert.